# صانعة القمة
صانعة القمة (بالإنجليزية: Apicoplast)‏ هي صانعة مُشتقة غير ضوئية التخليق، تُوجد عادةً في معقدات القمة، والتي تتضمن طفيليلات الملاريا مثل المتصورة المنجلية، ولا توجد في الأخرى مثل الكريبتوسبوريديوم. تنشئ صانعة القمة من الطحالب (هُناك جدل حول ما إذا كانت هذه الطحالب خضراء أو حمراء) ومن خلال النشوء التعايشي. تُحاط صانعات القمة بأربعة أغشية ضمن الطبقة الخارجية في النظام الغشائي الداخلي.